# 卡緬涅茨 (白俄羅斯)
卡缅涅茨（羅馬化：Kamieniec；發音：[ˈkamʲenʲets]）是白俄羅斯布列斯特州卡緬涅茨區的城市及该区的行政中心。該市位於州府布列斯特以北約40公里，距離首都明斯克300公里，面積10平方公里，始建於1276年，2009年人口8,400。